# Die Hexentochter
Die Hexentochter (The Witch's Daughter) ist ein Buch der britischen Autorin Nina Bawden, das im Jahr 1966 im Victor-Gollancz-Verlag herausgegeben wurde.

## Inhalt
Das zehnjährige Waisenmädchen Perdita wird nach dem Unfalltod ihres Vaters, eines Fischers und dem späteren Ertrinken ihrer Mutter von der alten Annie MacLaren und deren Bruder aufgezogen. Als dieser stirbt, muss die alte Frau den kleinen Hof verkaufen und findet Arbeit und Quartier bei Mr. Smith, der drei Jahre zuvor ein heruntergekommenes Haus auf der kleinen schottischen Insel gekauft und notdürftig einige Räume adaptieren lassen hat. Der seltsame Mann will nicht, dass Perdita zur Schule geht und mit anderen Kindern auf der Insel spielt. Annie redet dem Kind ein, dass ihre Mutter eine Hexe gewesen und sie selber etwas Besonderes sei. Diese Gerüchte sind unter den Inselbewohnern weitverbreitet, sodass sich die anderen Kinder nicht einmal in die Nähe der Kleinen getrauen.

Das Mädchen ist sehr einsam bis zu dem Tag, als Fremde auf die Insel kommen. Ein Ehepaar mit zwei Kindern, dem zwölfjährigen Tim und der neunjährigen, blinden Janey. Die drei Kinder freunden sich miteinander an. Außerdem kam an diesem Tag noch ein Mr. Jones an, ein seltsamer, ständig Toffees essender Mann mit einer neuen Golfausstattung, obwohl auf Skua keinerlei Möglichkeit zum Golfspielen besteht. Der Vater der Kinder, Mr. Hoggart, ist Botaniker und auf der Suche nach einer speziellen, sehr seltenen Orchideenart. Auf einem der Ausflüge begleitet ihn Tim, der Steine sammelt und in einer versteckten Höhle einen wunderschönen rosaroten Stein findet, der wie ein Rubin aussieht. Als er diesen Mr. Jones zeigt, will dieser ihm einreden, dass es nur Glas sei, er aber gerne den Stein für ihn untersuchen würde, da er etwas davon verstehen würde. Der Junge lehnt misstrauisch ab. Was er nicht weiß ist, dass dieser Fund der Auslöser manch seltsamer und gefährlicher Ereignisse für die drei Kinder werden sollte.

Sie werden in dramatische Geschehnisse hineingezogen, als sie entdecken, dass sie versehentlich Juwelendieben auf die Spur gekommen sind und einem unaufgeklärten Überfall, der vor drei Jahren stattgefunden hatte.

## Anmerkung
- Die Autorin wurde zu diesem Buch nach einem Familienurlaub, gemeinsam mit einer befreundeten Familie, auf der Isle of Mull, inspiriert.
- In Großbritannien wurde das Buch als Fernsehserie verfilmt und in den USA wurde ein Fernsehfilm, The Witch's Daughter, daraus gemacht.[1]